# Фрегаты типа «Инчхон»
Фрегаты типа «Инчхон» ( Hangul : 인천급 호위함, Hanja : 仁川級護衛艦), в период разработки также известные как Future Frigate eXperimental или FFX — фрегаты береговой обороны ВМС Республики Корея. Головной корабль был спущен на воду 29 апреля 2011 года. Фрегаты типа «Инчхон» предназначены для замены устаревших кораблей типа «Поханг» и «Ульсан». Основные функции фрегатов — многоцелевые операции, такие как прибрежное патрулирование, противолодочная оборона и сопровождение транспортов. Более поздние корабли этого типа планируется специализировать на противовоздушной и противолодочной обороне. Улучшенная версия представлена фрегаты типа «Тэгу», а ранее была известна как фрегат типа «Инчхон» серия II.

## Разработка
В начале 1990-х годов план корейского правительства по строительству прибрежных кораблей следующего поколения под названием «Фрегат 2000» был отменен из-за азиатского финансового кризиса 1997 года. Но по мере вывода из эксплуатации эсминцев типа «Гиринг» и фрегатов типа «Ульсан» эти планы были возрождены под названием Future Frigate eXperimental, также известный в начале 2000-х годов как FFX.
Первоначально ВМС Республики Корея планировали иметь двадцать четыре 3000-тонных фрегатов для замены прибрежного флота из 37 кораблей классов «Ульсан», «Поханг» и «Тонгэ». Позже было решено, что в первой партии будет построено шесть кораблей водоизмещением 2700 тонн. В 2008 году, когда вступил в должность президент Ли Мён Бак, водоизмещение был снижено до 2300 тонн. Во второй партии FFX планировалось восемь кораблей, а полный состав серии оценивался в 20–22 фрегата. 
В 2010 году строительство первого фрегата FFX было поручено Hyundai Heavy Industry, а в апреле 2011 года был спущен на воду головной корабль «Инчхон». Корабль назван в честь портового города Инчхон, находящегося под постоянной угрозой столкновений с северокорейским флотом в этом районе.

## Вооружение
Основное орудие фрегата типа «Инчхон» — 127-мм/62 артиллерийская установка  Mk. 45 Mod 4 .  Калибр 127 мм был выбран вместо первоначально планировавшегося калибра 76 мм для усиления  артиллерийской поддержки высадки морского десанта и обеспечения превосходства артиллерии над кораблями противника.  ПВО самооборонывключает одну 20-мм артиллерийскую установку Phalanx и 21-зарядную пусковую установку RIM-116 Rolling Airframe Missile Block 1. Противолодочное вооружение состоит из торпед K745 LW «Cheong Sahng-uh» («Синяя акула»).
Для борьбы с кораблями противника применяютсяпротивокорабельные ракеты большой дальности SSM-700K «Haeseong» («Морская звезда»), характеристики которых аналогичны американским ракетам «Гарпун». Возможность стрельбы по наземным объектам обеспечивается недавно разработанной ракетой Tactical Ship to Land на базе SSM-700K «Haeseong». Первоначально планировалось, что эти ракеты поступят на вооружение кораблей, начиная со второй серии, но технико-экономические обоснования показали, что они могут быть модернизированы для кораблей 1-й серии, строительство которой началось в сентябре 2016 г., повысив их гибкость и обеспечив возможность сдерживания на расстоянии 150–200 км. 

## Состав серии
| FFG 811 | «Инчхон» (인천, Incheon)   | Hyundai | 2010 | 29.04.2011 | 17.01.2013 |  |  |
| FFG 812 | «Кёнгги» (경기, Gyeonggi)  | Hyundai | 2012 | 18.07.2013 | 04.11.2014 |  |  |
| FFG 813 | «Чонбук» (전북, Jeonbuk)   | Hyundai | 2012 | 13.11.2013 | 05.01.2015 |  |  |
| FFG 815 | «Ганвон» (강원, Gangwon)   | STX     | 2013 | 12.08.2014 | 15.01.2016 |  |  |
| FFG 816 | «Чхунбук» (충북, Chungbuk) | STX     | 2013 | 23.10.2014 | 26.01.2016 |  |  |
| FFG 817 | «Кванджу» (광주, Gwangju)  | STX     | 2014 | 11.08.2015 | 09.11.2016 |  |  |

## Экспортный рынок
Вариант класса «Инчхон» был предложен Hyundai Heavy Industries Министерству национальной обороны Филиппин в связи с их потребностью в двух новых фрегатах (см. фрегаты типа «Хозе Ризаль»).  24 октября 2016 года был подписан контракт на поставку двух совершенно новых фрегатов-невидимок общего назначения между Министерством национальной обороны в лице министра обороны Delfin Lorenzana и Hyundai Heavy Industries в лице старшего вице-президента г-на Ки Сун Чунга в присутствии представителей DND, AFP, PN, HHI и посла Южной Кореи на Филиппинах. 
В ноябре 2012 года сообщалось, что Израиль оценивает возможность покупки четырех фрегатов типаласса «Инчхон», которые будут построены совместно Hyundai Heavy Industries и Israel Shipyards. 